# Distretto di Dašbalbar
Il distretto di Dašbalbar  è uno dei quattordici distretti (sum) in cui è suddivisa la provincia del Dornod, in Mongolia. Conta una popolazione di 3.246 abitanti (censimento 2009). 